# フィオラ・アティッラ
フィオラ・アティッラ（Fiola Attila 、1990年2月17日 - ）は、ハンガリー・セクサールド出身のプロサッカー選手。ハンガリー代表。フェヘールヴァールFC所属。ポジションは、ディフェンダー。

## クラブ経歴
2016年8月31日、ネムゼティ・バイノクシャーグI所属のヴィデオトンFCに移籍。

## 代表歴
UEFA EURO 2016のメンバーに選ばれ、グループステージのオーストリア戦に出場した。
2021年6月、UEFA EURO 2020に参加。グループリーグ第2戦のフランス戦で先制ゴールを挙げた。
UEFA EURO 2024に選出

### 代表戦での得点
| No. | 開催日        | 会場                   | 対戦国   | 得点 | 結果 | 試合概要                     |
| --- | ------------- | ---------------------- | -------- | ---- | ---- | ---------------------------- |
| 1   | 2021年3月31日 | エスタディ・ナシオナル | アンドラ | 1–0  | 4–1  | 2022 FIFA ワールドカップ予選 |
| 2   | 2021年6月19日 | プスカシュ・アレーナ   | フランス | 1–0  | 1–1  | UEFA EURO 2020               |